# Laricifomes officinalis
De Laricifomes officinalis is een houtrotschimmel in de orde van de Polyporales en veroorzaakt hart rot bij coniferen. De Laricifomes officinalis komt in Europa, Azië, Noord-Amerika en Marokko voor. De Laricifomes officinalis is beter bekend onder de naam agarikon.